# Cabula
Le cabula ou cabila (ou encore samba-cabula et monjolo dans certains terreiros de São Paulo) est un rythme exécuté dans les terreiros de candomblé de la nação angolaise et qui est la cellule mère de la samba et d'autres genres musicaux brésiliens.
Son motif rythmique est noté dans de nombreuses formes de samba, comme la samba de roda de Recôncavo de Bahia, la samba afro d'Ilê Aiyê, le partido-alto, le pagode baiano et aussi des chansons d'artistes tels que Caetano Veloso, Djavan, João Gilberto et João Bosco,,.

## Instruments utilisés dans la cabula

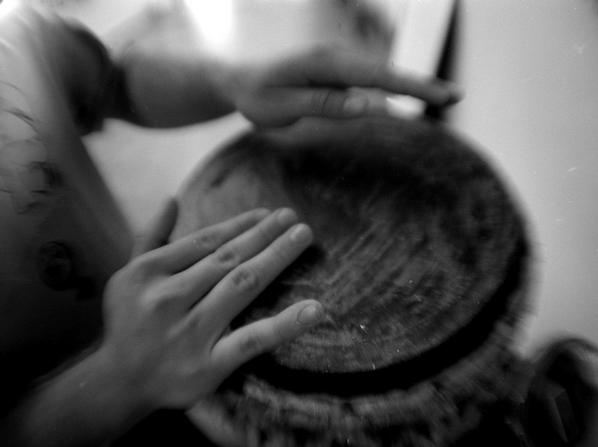
Un atabaque.

Les instruments utilisés dans la cabula sont principalement l'agogô et l'atabaque, lequel va se décliner en rumpi (atabaque medio), en lé (plus aigu) et en rum, plus grave, qui a un rôle hybride entre suivre le rythme et les mouvements de danse ; c'est le plus difficile à maîtriser.